# Застава Таџичке ССР
Застава Таџичке ССР је усвојена 20. марта 1953. године одлуком владе Таџичке ССР. Ова застава је била у употреби до 25. новембра 1992. године, када је замењена данашњом заставом Таџикистана.
Застава је била црвене боје, а испод хоризонталне половине су се протезале бела и зелена трака. Бела трака била је симбол производње памука, темеља таџичке пољопривреде, а зелена остале пољопривредне производе. У горњем левом углу налазио се златни срп и чекић, а изнад њега петокрака црвена звезда.
Црвена представља јединство републике и аспект радничке револуције, бела је симболизовала производњу памука, основу таџикистанске пољопривреде, а зелена је била за друге пољопривредне производе.
Застава је усвојена 20. марта 1953. декретом Врховног совјета Таџичке ССР:
Национална застава Таџикистанске Совјетске Социјалистичке Републике је панел који се састоји од четири хоризонталне обојене пруге: горња трака црвене боје која је половина ширине заставе; бела трака, која чини једну петину ширине заставе; зелене пруге, једна је десетина ширине заставе, а доња трака црвене боје је једна петина ширине заставе. На врху црвене траке на јарболу заставе налази се златни срп и чекић, а изнад њих је петокрака црвена звезда уоквирена златним обрубом. Однос ширине и дужине заставе је 1:2. Уклапање српа и чекића у квадрат чија је страна намотана 1/4 ширине заставе. Оштар крај српа пада на средину горње стране квадрата, дршке срп и чекића наслањају на доње углове квадрата. дужина чекића са дршком је 3/4 дијагонале квадрата. Петокрака у кругу одговара 1/8 ширине заставе која се односи на горњу страну квадрата. Удаљеност вертикалне осе звезде, српа и чекића од хватаљке је једнака 1/4 ширине заставе. Удаљеност од горње ивице заставе заставе до центра звезде - 1/10 ширине заставе.

## Историјске заставе
Прва застава Таџичке ССР била је усвојена 23. фебруара 1929. године. Била је црвене боје са амблемом у горњем левом куту.
У октобру 1930. године Таџичка АССР је унапређена у конститутивну совјетску републику, након чега је у новом уставу 25. фебруара 1931. прихваћена нова, црвена застава са латиничним натписом имена државе на таџичком језику.
Нова застава усвојена је 4. јула 1935. године, када је таџичком натпису имена државе испод додано ћирилично име на руском језику.
Године 1937, изнад натписа је на заставу додан златни срп и чекић.
Током 1940-их, дизајн заставе је остао исти, осим што је таџички натпис више није био латинични, него ћирилични (РСС Тоҷикистон). Ова застава је била у употреби до 1953. године.

## Галерија
- 1931–1935
- 1935–1938
- 1938–1940
- 1940–1953